# A Antoni Gaudí
A Antoni Gaudí és una escultura urbana creada per Joaquim Camps i Giralt el 1999 situada a la ciutat de Barcelona.

## Història
Es tracta d'una obra realista realitzada en bronze i a grandària natural per l'artista català Joaquim Camps i Giralt per homenatjar al destacat artista modernista Antoni Gaudí. Abans de col·locar l'escultura en el seu emplaçament, l'obra va ser una de les poques a rebre la benedicció de l'església el 8 d'octubre de 1999 pel pare Lluís Bonet davant de la Sagrada Família, on va romandre cinc dies abans de ser traslladada a la seva destinació final. L'obra va ser situada davant del Porta i tanca de la Finca Miralles —una obra que va realitzar Gaudí el 1901 i de la qual només es conserva la part frontal, paral·lela al passeig de Manuel Girona de Barcelona—, inaugurant-se el 13 de novembre de 1999 davant l'alcalde de Barcelona Joan Clos i Matheu i del tinent alcalde Jordi Portabella i Calvete.
En setembre de 2017 fou vandalitzada per algú que li va pintar a la cara els colors de la bandera espanyola.